# Hedammu-mítosz
A Hedammu-mítosz (vagy „Ének Hedammuról”) a hettita Kumarbi-ciklus egyik darabja. A hettita szövegek katalógusa (CTH) a 348. számon tartalmazza. Rendkívül népszerű történet lehetett, összesen 67 darab töredéke került elő a hattuszaszi feltárások során a legkülönbözőbb helyekről. A Nagytemplom feltárásánál kiszórt törmelékben és magánházakban, kiégetett és szárított agyagtáblás változatban egyaránt előfordult. Nagy többségét a 20. század második felében, a korábbi ásatások „meddőiben” szedték össze.
Forráskiadásai folyamatosak a KBo és KUB sorozatokban. Fordításai és elemzései már a StBoT 5. számában, 1968-ban megkezdődtek, a StBoT 14. száma az Appu és két fia mesével együtt foglalkozik vele. Egyedül a 2010. évben hat újabb tanulmány jelent meg velük kapcsolatban, a publikálás mégsem teljes egyelőre. Két töredéknek még forráskiadása sincs (Bo 69/546 és Bo 6404), de harminckét olyan tábla van, amelyet még egyetlen tanulmány sem dolgozott fel.

## Hedammu
Hedammu (vagy Hedammusz, esetleg Hetammu(sz) 𒈲𒃶𒁮𒈬𒍑 MUŠḫé-DAM-mu-⌈uš, normalizált alakja ḫedammu[š]) a hettita mitológiában jövevény, a hurriktól származik. Kígyószerű, vérengző tengeri szörny, kissé hasonlít Illujankaszhoz. Nevéhez mindig a MUŠ-determinatívum csatlakozik, amely a hettita írásban a kígyó jele. A mitikus sárkányokat általában Észak-Szíria területén képzelték el hagyományosan, e mítosz szerint is Hedammu az İskenderun-öböl partjainál lakik.
A Kumarbihoz kötődő mítoszsorozat három lázadójának egyike, a dioritszörny (Ullikummi) és az Ezüstdémon mellett. Hedammu a kozmikus rend felborítója, falánksága miatt minden veszélybe kerül. Feldúlja a földet, hogy csillapítsa éhségét, ezzel éhínséget okozva. Létezése már a világegyetem létezését veszélyeztette. Valószínűleg a tenger leányának, Szertapszuhuri (Šertapšuḫuri) istennőnek és Kumarbinak gyermeke. Hedammu eleinte a tengerben élt és a vízi lényeket pusztította, hamarosan azonban nem volt elegendő számára a tenger. Éa, a föld alatti vizek bölcs királya és az emberek barátja megkérdezte Kumarbit, hogy miért akarja elpusztítani az emberiséget? Az emberek nem elhanyagolhatók, szükség van rájuk, hogy áldozatot mutassanak be és szolgálják az isteneket. A szöveg megszakad, Kumarbi válasza előtt.
Nem maradt más hátra, mint kitalálni, hogyan győzzék le Hedammut. Hedammu útját pusztulás kísérte. Teljes a rémület uralkodott el égen és földön, Istár/Sausga (hurri Ša[w]oška) sietett az égbe, hogy bátyjának Teszubnak (hettita Tarhuntasz) elmondja a szörnyű hírt. Teszub Istár csáberejében bízott, ezért elküldte őt Hedammuhoz. A ninivei (itt URUne-nu-u̯a) Istár felékszerezte magát, majd a Hazzi-hegyről a víz alá ment, hogy találkozzon vele. A csábítási jelenet Istár/Sausga részéről nagyon hasonló az Ullikummi-ének egy részéhez. Hedammu az első pillanatban Istárt is megette volna, hogy ezt miért nem tette, nem tudjuk, mert a szöveg itt megint hézagos. A szünet után Istár másodszor is leszállt Hedammuhoz, de ekkor a tengervizet altató bájitallá változtatta. A történet vége még nem ismert.
Kumarbi ebben a mítoszban – hasonlóan az Ullikummi-mítoszhoz – a hatalmas és veszedelmes szörnyek teremtőjeként szerepel, akik ellen Teszub és Istár (Tarhuntasz és Sausga) minden erejükkel küzdenek. Ullikummi az egeket fenyegette közvetlen veszedelemmel, hogy letaszítsa a Viharistent, Hedammu a földön pusztított, hogy az égi isteneknek ne legyen áldozatuk és szolgáik. Kumarbi általában az istenvilág ellenségeként lép fel, akit a harmadik generációs istenek letaszítottak az égből, de ő megpróbálja visszaszerezni a mindenség irányítását a Viharistentől.

## Hatása
A Hedammu-mítosz – csakúgy, mint a hettita mítoszok és mesék többségének – elemei megjelennek a görög mitológiában is. A sorrend, amely szerint Istár megfürdik, parfümjével illatosítja magát és az öltözékét magára veszi, feltűnő hasonlóságot mutat az Iliasz 14.153–223 soraival, amelyben Héra Zeuszhoz készülődik. A görög mitológiában Zeusz egyébként is a hettita Viharisten megfelelője, Héra pedig – testvére lévén és a házasság védnökeként – Istár bizonyos tulajdonságaival is bír.

## Külső hivatkozások
- Wuerzburg Egyetem
- Hittite/Hurrian Mythology